# Verteidigungsbezirkskommando 10

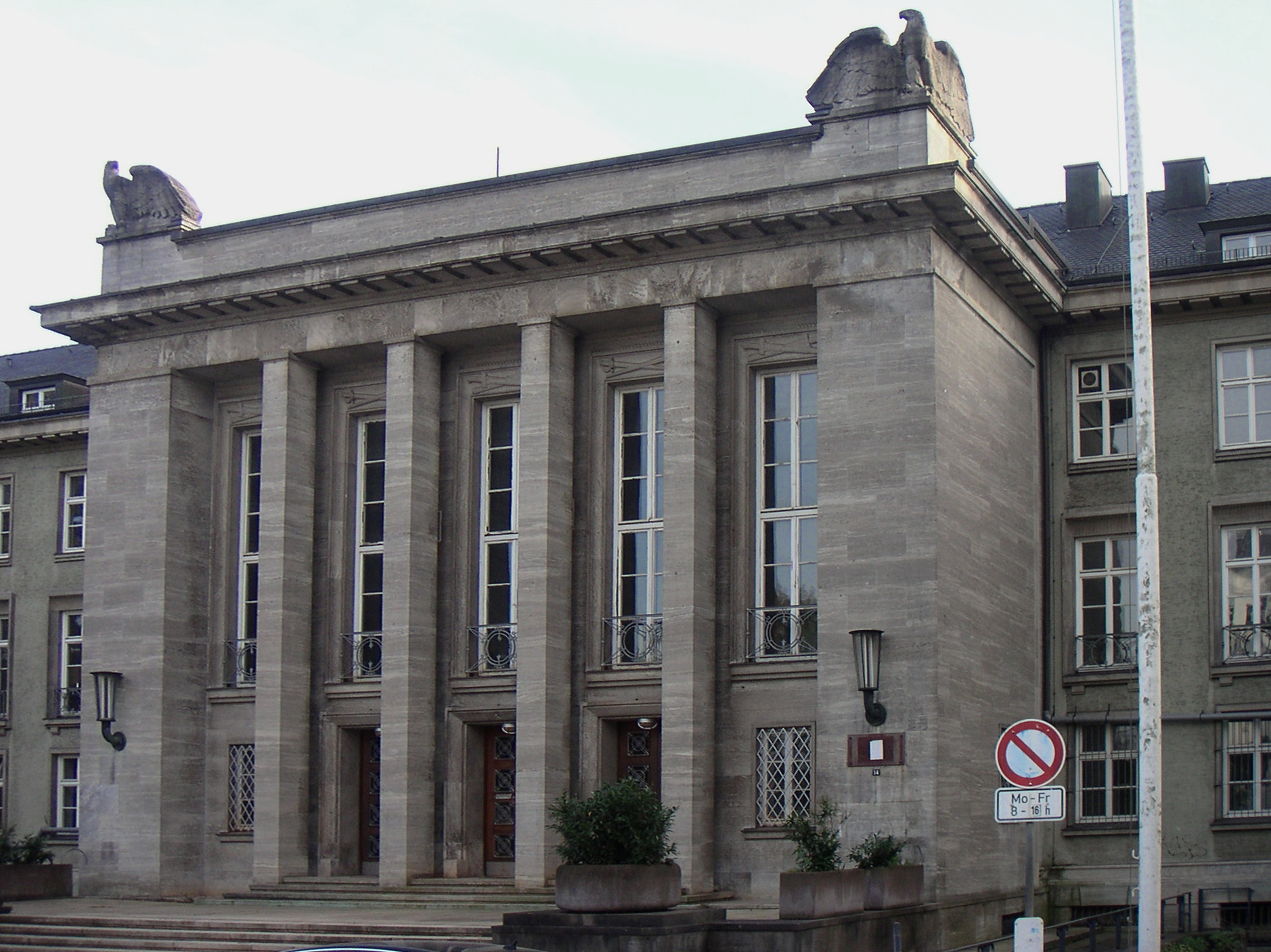
Bis 2005 Standort des Stabes und Stadtkommandantur an der Sophienterrasse in Harvestehude

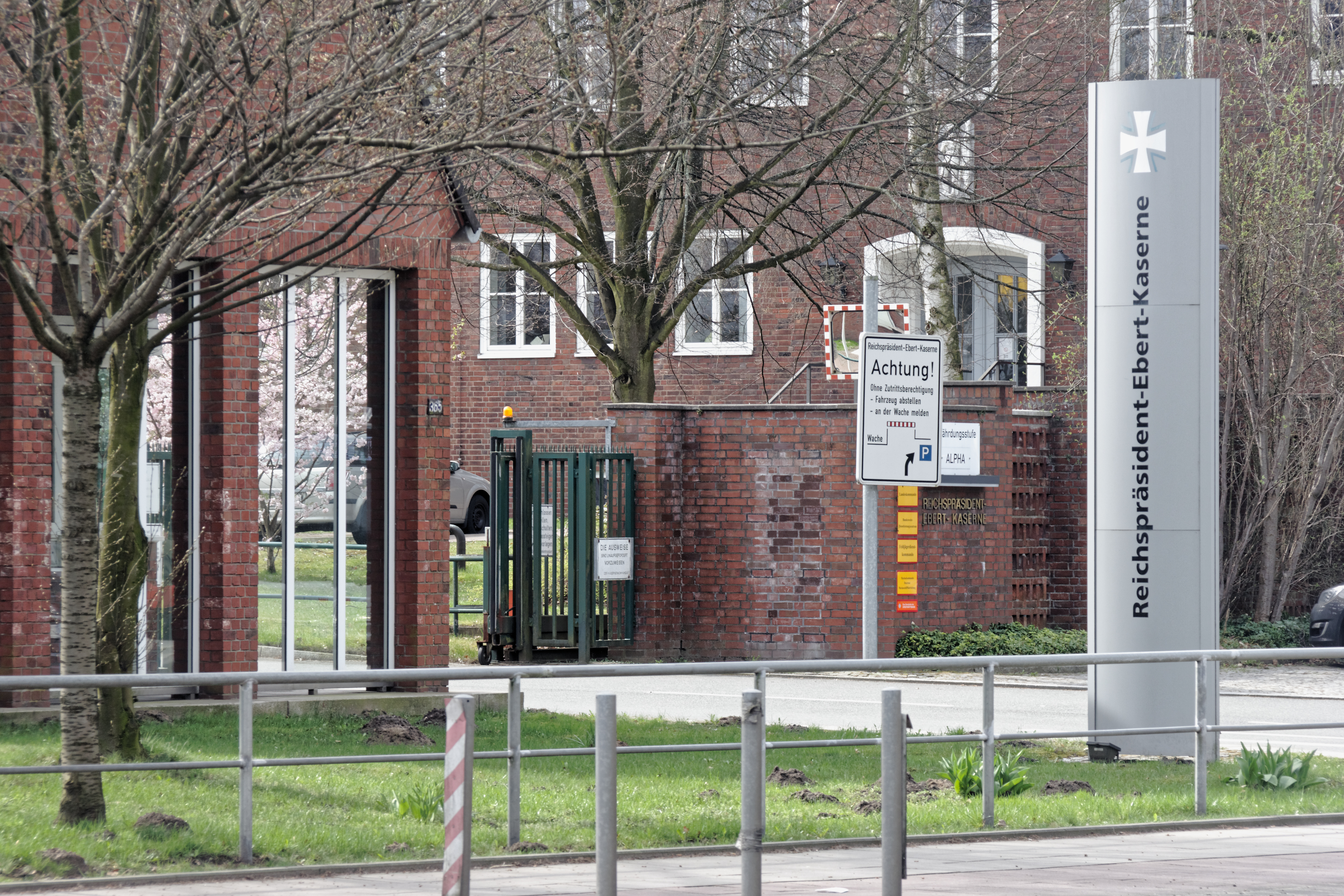
Standort von 2005 bis 2007: die Reichspräsident-Ebert-Kaserne

Das Verteidigungsbezirkskommando 10 war ein Verteidigungsbezirkskommando der Bundeswehr mit Sitz des Stabs in Hamburg. Hauptaufgabe des Kommandos war die Territoriale Verteidigung in seinem Verteidigungsbezirk.

## Geschichte

### Aufstellung
Das Verteidigungsbezirkskommando wurde zur Einnahme der Heeresstruktur II in den 1960er-Jahren als Teil des Territorialheeres ausgeplant und dem Befehlshaber im Wehrbereich I unterstellt. Angelehnt an die zivile Verwaltungsgliederung entsprach der Verteidigungsbezirk in etwa dem Land Hamburg. Entsprechend war auch der Standort des Stabs Hamburg. Gleichzeitig übernahm das Verteidigungsbezirkskommando die Aufgaben einer Standortkommandantur für die Stadt Hamburg. Neben dem Verteidigungsbezirkskommando 20 und dem Verteidigungsbezirkskommando 46 war das Verteidigungsbezirkskommando 10 in der Heeresstruktur II das einzige Verteidigungsbezirkskommando, dessen Kommandobereich ein gesamtes Land umfasste.

### Wechsel in die Streitkräftebasis
2001 wurde das Territorialheer aufgelöst. Die Wehrbereichskommandos und Verteidigungsbezirkskommandos wurden der neu aufgestellten Streitkräftebasis unterstellt. Die Wehrbereiche und Verteidigungsbezirke wurden grundlegend neu geordnet und ihre Anzahl reduziert. Das Verteidigungsbezirkskommando verblieb beim neu aufgestellten Wehrbereichskommando I „Küste“. Zeitgleich wurden das Verteidigungsbezirkskommando 12 außer Dienst gestellt und dessen Kommandobereich, der etwa dem Teil Schleswig-Holsteins südlich des Nord-Ostsee-Kanals entsprach, dem Verteidigungsbezirk 10 eingegliedert. Der Verteidigungsbezirk 10 war einer der wenigen länderübergreifenden Verteidigungsbezirke. Die unterstellten Verteidigungskreiskommandos wurden aufgelöst und ihre Aufgaben teils den neu aufgestellten Kreisverbindungskommandos übertragen.

### Auflösung
Das Verteidigungsbezirkskommando wurde 2007 außer Dienst gestellt. Einige seiner Aufträge wurden den neu aufgestellten Landeskommandos Hamburg und Schleswig-Holstein sowie den unterstellten Bezirksverbindungskommandos übertragen.

## Gliederung
Das Verteidigungsbezirkskommando umfasste wie die meisten Truppenteile des Territorialheeres nur wenige aktive Soldaten. Erst im Verteidigungsfall konnte das Verteidigungsbezirkskommando durch die Einberufung von Reservisten und die Mobilmachung eingelagerten und zivilen Materials auf eine Truppenstärke anwachsen, die etwa einem Regiment des Feldheeres entsprach. Das Verteidigungsbezirkskommando war bis 2001 eines der kleinsten Verteidigungsbezirkskommandos. Das Verteidigungsbezirkskommando untergliederte sich nicht weiter in Verteidigungskreiskommandos. Ihm unterstanden um 1989 anders als anderen Verteidigungskreiskommandos kaum Truppenteile der Heimatschutztruppe. Im Wehrbereich I führte stattdessen das Verfügungstruppenkommando 41 die Masse der Truppenteile der Heimatschutztruppe.

## Verbandsabzeichen

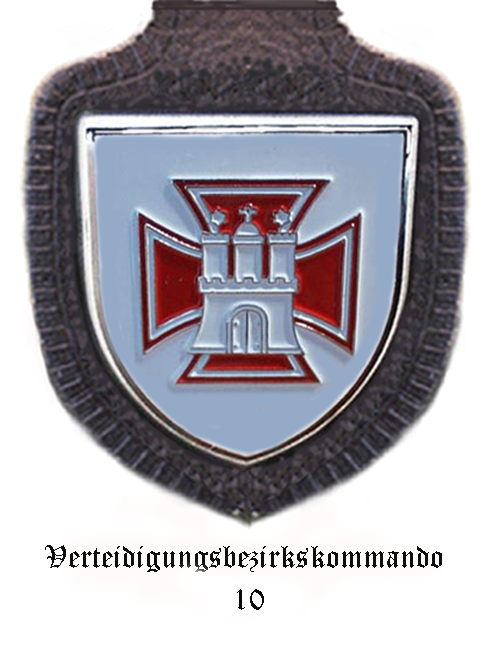
Internes Verbandsabzeichen des Stabes/Stabskompanie

Das Verteidigungsbezirkskommando führte aufgrund seiner Ausplanung als überwiegend nicht aktiver Truppenteil kein eigenes Verbandsabzeichen. Die wenigen aktiven Soldaten trugen daher das Verbandsabzeichen des übergeordneten Wehrbereichskommandos.
Als „Abzeichen“ wurde daher unpräzise manchmal das interne Verbandsabzeichen des Stabes und der Stabskompanie „pars pro toto“ für das gesamte Verteidigungsbezirkskommando genutzt. Das in den typischen hanseatischen Farben gehaltene interne Verbandsabzeichen zeigte im Wesentlichen als Hinweis auf den Stationierungsraum als Figuren die Hammaburg ähnlich wie im Landeswappen Hamburgs vor dem Eisernen Kreuz als Hoheitszeichen der Bundeswehr.